# Carbobenzilossi
Il gruppo funzionale carbobenzilossi, abbreviato comeCbz, Cbo (vecchio simbolo), o Z (in onore del suo inventore Leonidas Zervas), è un carbammato  che viene adoperato come gruppo protettivo per le ammine in sintesi organica. Viene comunemente utilizzato nella sintesi peptidica dove viene introdotto facendo reagire la funzionalità amminica con il benzil cloroformiato in presenza di una base debole:

Il benzil cloroformiato 1 reagisce con un amminoacido 2 a dare un amminoacido Cbz-protetto 3.

In alternativa, come nel riarrangiamento di Curtius, può essere formato facendo reagire un isocianato con l'alcol benzilico.
Viene usato per proteggere le ammine dagli elettrofili. L'ammina protetta può poi essere deprotetta per idrogenazione catalitica o trattamento con HBr, producendo un acido carbammico terminale che decarbossila poi facilmente a dare l'ammina libera.
Questo gruppo protettivo è stato utilizzato per la prima da Max Bergmann e Leonidas Zervas nel 1932 per la sintesi di peptidi.

## Protezione delle ammine

### Metodi di introduzione
- Benzil cloroformiato e una base, come carbonato di sodio in acqua a 0 °C;
- Benzil cloroformiato e MgO in acetato d'etile a 70 °C a riflusso:[4] Ammina protetta come Cbz:

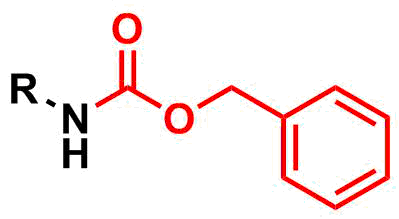
Ammina protetta come Cbz

- Benzil cloroformiato, DIPEA, acetonitrile e Sc(OTf)3:[5]

### Metodi di rimozione (cleavage)
- Idrogenazione con un catalizzatore al palladio:[6]